# Lacanobia minuscula
Lacanobia minuscula là một loài bướm đêm trong họ Noctuidae.